# Centrolabrus exoletus
Centrolabrus exoletus е вид бодлоперка от семейство Labridae. Видът не е застрашен от изчезване.

## Разпространение и местообитание
Разпространен е в Белгия, Великобритания, Германия, Гренландия, Гърнси, Дания, Джърси, Ирландия, Испания, Мароко, Нидерландия, Норвегия, Португалия и Франция.
Обитава крайбрежията и скалистите дъна на морета и рифове в райони с умерен климат. Среща се на дълбочина от 0,5 до 74 m, при температура на водата от 10,6 до 11,9 °C и соленост 35 – 35,4 ‰.

## Описание
На дължина достигат до 18 cm.
Продължителността им на живот е около 6 години.